# Leonardo Pinheiro
Leonardo Franklin Nogueira Pinheiro (Fortaleza, 15 de julho de 1974) é um médico e político brasileiro. Em 2018, foi eleito deputado estadual do Ceará pelo Progressistas com 48 713 votos.